# Disa obliqua
Disa obliqua là một loài thực vật có hoa trong họ Lan. Loài này được (Lindl.) Bolus mô tả khoa học đầu tiên năm 1888.

## Hình ảnh

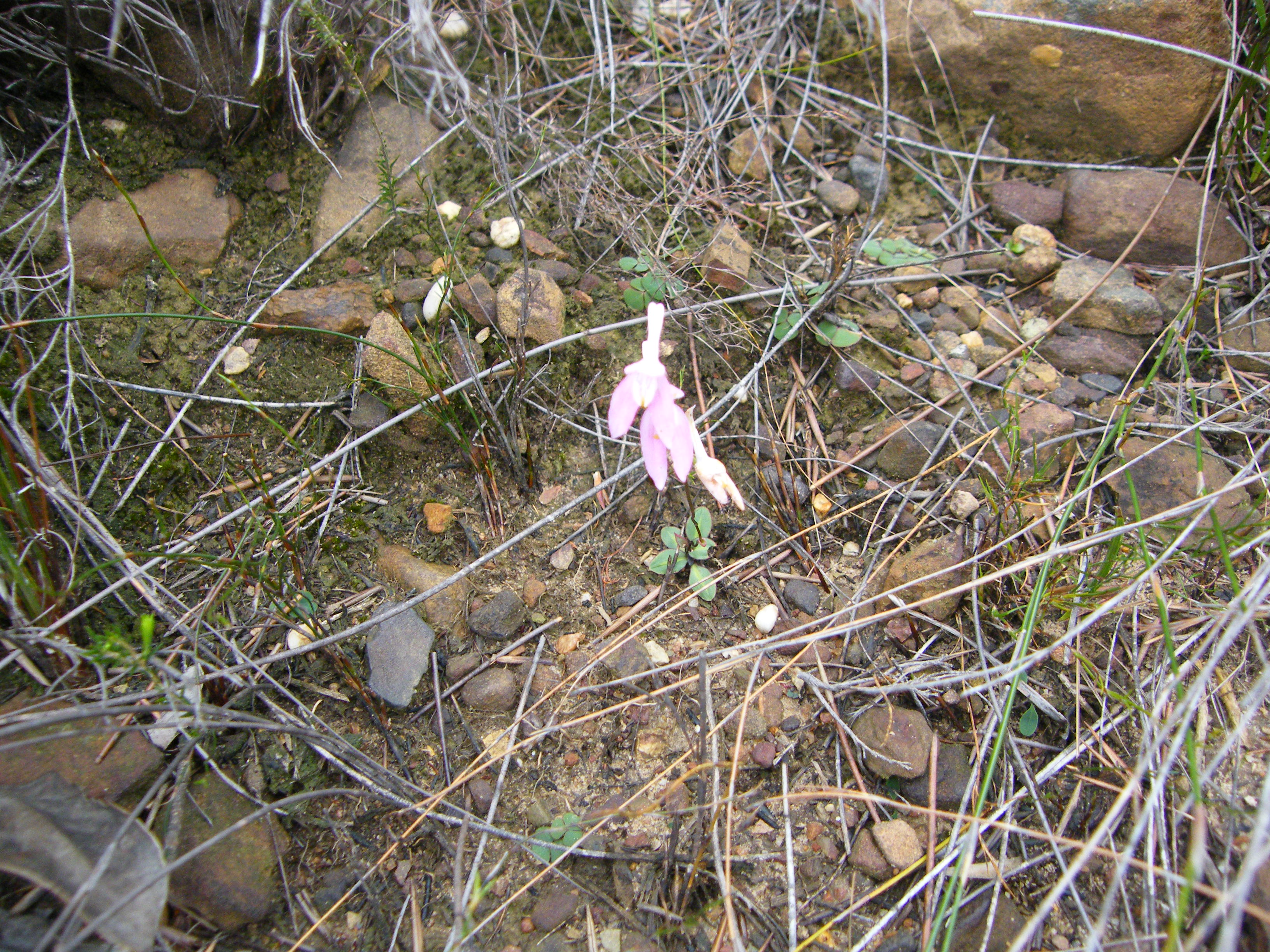